# The Journals of Gerontology
The Journals of Gerontology — первые в мире научные журналы по тематике старения, издаваемые в США с 1946 года. Журналы выходят в Издательстве Оксфордского университета по поручению Геронтологического общества Америки. С 1988 года публикация разделена на 4 рецензируемых научных журнала, каждый со своим редактором, с 1995 года оформляемых в виде двух серий: Серия А (англ. Series A) и Серия Б (Series B).
Cерия А:
- The Journal of Gerontology: Biological Sciences;
- The Journal of Gerontology: Medical Sciences.

Cерия Б:
- The Journal of Gerontology: Psychological Sciences;
- The Journal of Gerontology: Social Sciences.

## История
Журнал Journal of Gerontology был основан в 1946 году.
В 1961 году материалы на темы социальной политики, разработки программ и предоставления услуг были выведен в новый журнал с названием The Gerontologist.
В 1988 году Journal of Gerontology был переименован в Journals of Gerontology, чтобы подчеркнуть факт, что это набор из четырёх журналов с четырьмя разными редакторами.
В 1995 было оформлено разделение журналов на две серии: А и Б.

## Серия А

### Journal of Gerontology: Biological Sciences
Journal of Gerontology: Biological Sciences публикует статьи, относящиеся к биологии старения. Темы включают биохимию, клеточную и молекулярную биологию, генетику, нейронауки, сравнительную и эволюционную биологию, биодемографию и биологические основы болезней старого организма.
Главные редакторы: Rozalyn Anderson и David Le Couteur.

### Journal of Gerontology: Medical Sciences
Journal of Gerontology: Medical Sciences публикует материал по диапазону медицинских наук, относящихся к старению. Темы включают в себя базовую медицинскую науку, клиническую эпидемиологию, клинические исследования и исследования здравоохранительных услуг.
Главный редактор: Anne B. Newman.
Для серия А в 2019 году импакт-фактор был 5,236, а CiteScore — 8,6.

## Серия Б

### Journal of Gerontology: Psychological Sciences
Journal of Gerontology: Psychological Sciences публикует статьи относительно психологии старения. Темы включают установку, познание, восприятие, ощущения, эмоции, индивидуальность, психологию здоровья, нейропсихологию и физиологическую психологию.
Главный редактор: Derek M. Isaacowitz.

### Journal of Gerontology: Social Sciences
Journal of Gerontology: Social Sciences публикует материал о старении с точки зрения социальных наук. Темы включают общественное здоровье, эпидемиологию, социальные работы, демографию, антропологию, социальную историю, политологию и экономику.
Главный редактор: Deborah S. Carr.
В 2019 году импакт-фактор серия B был 3,502, а CiteScore — 5,6.